# Perryville (Maryland)
Perryville es un pueblo ubicado en el condado de Cecil en el estado estadounidense de Maryland. En el año 2010 tenía una población de 4361 habitantes y una densidad poblacional de 681,41 personas por km².

## Geografía
Perryville se encuentra ubicado en las coordenadas 39°34′11″N 76°4′7″O / 39.56972, -76.06861.

## Demografía
Según la Oficina del Censo en 2000 los ingresos medios por hogar en la localidad eran de $69.063 y los ingresos medios por familia eran $83.750. Los hombres tenían unos ingresos medios de $56.392 frente a los $43.784 para las mujeres. La renta per cápita para la localidad era de $34.863. Alrededor del 9,2% de la población estaba por debajo del umbral de pobreza.